# Sadykierz (gromada)
Sadykierz – dawna gromada, czyli najmniejsza jednostka podziału terytorialnego Polskiej Rzeczypospolitej Ludowej w latach 1954–1972.
Gromady, z gromadzkimi radami narodowymi (GRN) jako organami władzy najniższego stopnia na wsi, funkcjonowały od reformy reorganizującej administrację wiejską przeprowadzonej jesienią 1954 do momentu ich zniesienia z dniem 1 stycznia 1973, tym samym wypierając organizację gminną w latach 1954–1972.
Gromadę Sadykierz siedzibą GRN w Sadykierzu utworzono – jako jedną z 8759 gromad na obszarze Polski – w powiecie rawskim w woj. łódzkim, na mocy uchwały nr 37/54 WRN w Łodzi z dnia 4 października 1954. W skład jednostki weszły obszary dotychczasowych gromad Bobrowiec, Brzozów i Sadykierz a także przysiółek Glina pod Gustawowem z dotychczasowej gromady Glina ze zniesionej gminy Rzeczyca oraz obszary dotychczasowych gromad Bartoszówka, Gustawów, Kanice, Kanice Nowe, Poniatówka, Stanisławów i Wiechnowice ze zniesionej gminy Gortatowice w tymże powiecie. Dla gromady ustalono 20 członków gromadzkiej rady narodowej.
1 lipca 1968 gromadę zniesiono, a jej obszar włączono do gromady Rzeczyca w tymże powiecie.